# Comuna Baia, Suceava
Baia este o comună în județul Suceava, Moldova, România, formată din satele Baia (reședința) și Bogata. Localitatea, atestată din evul mediu sub numele de Civitas Moldaviae, a fost unul din cele mai vechi orașe din Moldova, probabil cea mai veche reședință domnească a țării. Orașul apare atestat în maghiară ca Moldvabánya, iar în germană Stadt Molde.
Până la reforma administrativă din 1950 a făcut parte din județul Baia.

## Organizare
Astăzi comuna este formată din două sate: Baia și Bogata, având aproximativ 7.150 de locuitori (2006). Se găsesc 4 școli, tot atâtea grădinițe, o școală de arte și meserii (SAM „Nicolae Stoleru”), 5 parohii ortodoxe pe stil nou dintre care 2 sunt monumente istorice, Biserica Alba facuta de Stefan cel Mare si Sfant și una făcută de Petru Rares, ruinele bisericii catolice de pe vremea domnitorului Alexandru cel Bun, un muzeu etnografic, o bibliotecă comunală, o asociație sportivă („Avântul” Baia), și altele.

## Demografie
Componența etnică a comunei Baia
     Români (93,49%)
     Alte etnii (0,44%)
     Necunoscută (6,07%)
Componența confesională a comunei Baia
     Ortodocși (93,03%)
     Alte religii (0,73%)
     Necunoscută (6,24%)
Conform recensământului efectuat în 2021, populația comunei Baia se ridică la 7.261 de locuitori, în creștere față de recensământul anterior din 2011, când fuseseră înregistrați 6.405 locuitori. Majoritatea locuitorilor sunt români (93,49%), iar pentru 6,07% nu se cunoaște apartenența etnică. Din punct de vedere confesional, majoritatea locuitorilor sunt ortodocși (93,03%), iar pentru 6,24% nu se cunoaște apartenența confesională.

## Politică și administrație
Comuna Baia este administrată de un primar și un consiliu local compus din 15 consilieri. Primarul, Maria Tomescu[*], de la Partidul Social Democrat, este în funcție din 2016. Începând cu alegerile locale din 2024, consiliul local are următoarea componență pe partide politice:
|  | Partid                          | Consilieri | Componența Consiliului | Componența Consiliului | Componența Consiliului | Componența Consiliului | Componența Consiliului | Componența Consiliului | Componența Consiliului | Componența Consiliului | Componența Consiliului | Componența Consiliului | Componența Consiliului | Componența Consiliului | Componența Consiliului |
|  | ------------------------------- | ---------- | ---------------------- | ---------------------- | ---------------------- | ---------------------- | ---------------------- | ---------------------- | ---------------------- | ---------------------- | ---------------------- | ---------------------- | ---------------------- | ---------------------- | ---------------------- |
|  | Partidul Social Democrat        | 13         |                        |                        |                        |                        |                        |                        |                        |                        |                        |                        |                        |                        |                        |
|  | Alianța pentru Unirea Românilor | 1          |                        |                        |                        |                        |                        |                        |                        |                        |                        |                        |                        |                        |                        |
|  | Partidul Național Liberal       | 1          |                        |                        |                        |                        |                        |                        |                        |                        |                        |                        |                        |                        |                        |